# Ken Marino

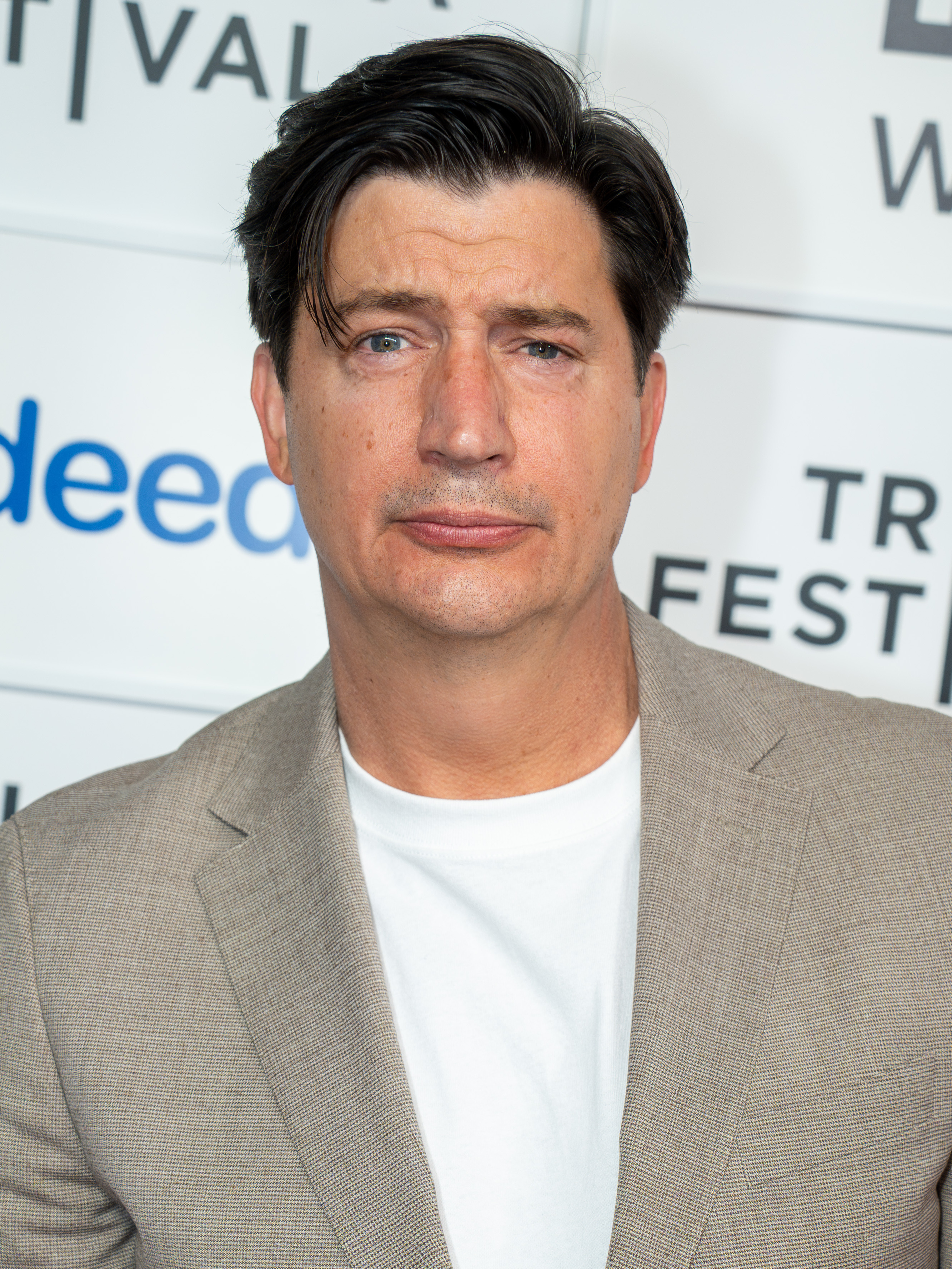
Ken Marino (2025)

Kenneth Joseph „Ken“ Marino (* 19. Dezember 1968 in West Islip, Long Island, New York) ist ein US-amerikanischer Schauspieler, Comedian, Regisseur und Drehbuchautor.

## Leben und Karriere
Ken Marino wurde in West Islip, New York in eine italienischstämmige Familie geboren. Er studierte am Lee Strasberg Institute und an der Tisch School of the Arts der New York University. Er war sehr früh erfolgreich als Mitglied einer Comedy-Gruppe beim Fernsehsender MTV.

## Filmografie (Auswahl)
- 1997: Der Mann an sich… (Men Behaving Badly, 14 Folgen)
- 1999: Practice – Die Anwälte (The Practice, eine Folge)
- 2000: Angel – Jäger der Finsternis (Angel, eine Folge)
- 2000: Will & Grace (eine Folge)
- 2001: Joe Jedermann (Joe Somebody)
- 2001: Wet Hot American Summer
- 2001: First Years (9 Folgen)
- 2001–2002: Dawson’s Creek (10 Folgen)
- 2002: Leap of Faith (6 Folgen)
- 2002: Charmed – Zauberhafte Hexen (Charmed, 2 Folgen)
- 2003–2004: Rock Me, Baby (3 Folgen)
- 2004: Hallo Holly (What I Like About You, 3 Folgen)
- 2004: Monk (eine Folge)
- 2005–2007: Veronica Mars (10 Folgen)
- 2006: Grey’s Anatomy (eine Folge)
- 2007: Das 10 Gebote Movie (The Ten)
- 2008–2009: Reaper – Ein teuflischer Job (Reaper, 9 Folgen)
- 2008–2016: Childrens Hospital (69 Folgen)
- 2009: Vorbilder?! (Role Models)
- 2009–2010, 2023: Party Down (26 Folgen)
- 2012: Wanderlust – Der Trip ihres Lebens (Wanderlust)
- 2013: Wir sind die Millers (We’re the Millers)
- 2013: Toy Story of Terror (Fernsehfilm, Stimme)
- 2013: Eastbound & Down (8 Folgen)
- 2013: In a World …
- 2013: Bad Milo
- 2014: Veronica Mars
- 2015: Wet Hot American Summer: First Day of Camp (5 Folgen)
- 2015: Gänsehaut (Goosebumps)
- 2015: Marvel’s Agent Carter (5 Folgen)
- 2015, 2017: Life in Pieces (2 Folgen)
- 2015–2018: Fresh Off the Boat (5 Folgen)
- 2016–2019: Brooklyn Nine-Nine (5 Folgen)
- 2017: The Babysitter
- 2017: Wet Hot American Summer: 10 Jahre später (Wet Hot American Summer: Ten Years Later, 7 Folgen)
- 2017: How to Be a Latin Lover
- 2018: Disjointed (4 Folgen)
- 2020: Mein WWE Main Event (The Main Event)
- 2019–2023: The Other Two (30 Folgen)
- 2020: The Sleepover
- 2020: The Babysitter: Killer Queen
- 2021–2023: The Great North (5 Folgen, Stimme)
- 2022: Central Park (Folge 3x01, Stimme)
- 2023: Noch nie in meinem Leben … (Never Have I Ever, Folge 4x09)
- 2023: Die verrückte Geschichte der Welt, Teil II (History of the World, Part II, Folge 1x08)
- 2023: Candy Cane Lane – Eine Weihnachtsgeschichte (Candy Cane Lane)
- 2025: The Residence (Miniserie, 8 Folgen)